# Naravni deželni park Lessinia
Naravni deželni park Lessinia je del je geografskega območja v Alpah, ki se nahaja predvsem v zgornjem delu pokrajine Verona in deloma Vicenze in meji z avtonomno regijo/pokrajino Trento. Ustanovljen je bil z zakonom št. 12 z dne 30. januarja 1990 regije Veneto s ciljem varovanja bogate naravne dediščine, okolja in zgodovine na etničnem ozemlju severno od Verone oziroma Vicenze. Nahaja se v severnem delu geografskega območja Lessinia na nadmorski višini med 1.200 in 1.800 m. Obsega 10.201 ha.
Uprava parka (uradni naziv: Comunità Montana della Lessinia - Parco regionale della Lessinia) ima svoje prostore v kraju Malga Derocon, nekaj kilometrov od Erbezza. Poslopje je bilo zgrajeno po zaslugi projekta, ki ga je financirala Evropska skupnost, Leader II. V bližini je urejeno območje velikosti 54 ha, ki je ograjeno za prikaz posebnih rastlinskih in živalskih vrst v naravnem okolju. Tukaj je tudi Center za obiskovalce. Posebna pozornost je namenjena potencialnim uporabnikom, ki prihajajo iz osnovnih šol.

## Etimologija
Zgodovinska imena, ki se uporablja v tem okolju so Luxino, Lixino, Lesinio, Lissinorum in Lissinia ter pomenijo "obdelano zemljišče, uporabljeno za pašo". Verjetno izvirajo iz veronskega narečja le sime ali iz beneškega narečja lisso ali lissio.

## Geografija
Zaprta na severu z globoko in divjo dolino Valle dei Ronchi in veličastno gorsko skupino Carega, na vzhodu omejena z dolino Leogra južno od reke Adiže in visokimi ravninami Verone in na zahodu z Vallagarino, je Lessinia skoraj izolirana od ostalega dela beneških Predalp.
Od zahoda proti vzhodu se vrstijo doline Fumane, Marano in Negrar (ki skupaj tvorijo enoto Valpolicella, ki ima več skupnih zgodovinskih in geografskih značilnosti), nato sledijo doline Valpantena, Squaranto, Mezzane d'Illasi, doline Tramigna, Alpone, Chiampo in dell'Agno. Njeni griči na zahodu sodijo v beneške Predalpe, z vrhovi med 1500 in 1800 m nadmorske višine in severovzhodno skupino Carega (višjo od 2.200 m). Osrednji pas leži na nadmorski višini med 1000 in 1300 metrov.
Park Lessinia obsega predvsem gorske grebene gorovja Lessina. Njegove geološke in pokrajinske značilnosti  so: vrtače, jame in naravni mostovi. Obe znani nahajališči fosilov Bolca s Pesciaro in Monte Postale sta polni ostankov rastlinskih in živalskih fosilov iz močvirnih in oceanskih okolij in jih danes lahko vidimo v lokalnem "Museo dei Fossili" (muzej fosilov) v Bolci. Velikega pomena so tudi značilnosti vegetacije in divjadi, ki jo je mogoče videti v muzeju in izobraževalnem centru Malga Derocon.
Park pokriva več kot 100 km2, vključno z zelenimi pašniki Zgornje Lessine in globokimi dolinami, ki se imenujejo "VAJ" - to so Marciora, Falconi in Anguillo, stranske doline Valpantena, Squaranto, Revolto in Val Fraselle ter razširitve v Val d'Illasi. Planota je značilna predalpska krajina z velikimi grebeni, depresijami in dolinami s travniki in pašniki, delno poraščena z gabrom, bukvijo, jelko in smreko. Na odsekih gozda, ki je bolj razširjen na pobočjih "VAJ", so dokazi o starodavni prevladi gozda, preden je človek zavzel gore in razširil pašnike, kar sega v dobo neolitika.
Park se razteza tudi v dveh občinah v pokrajini Vicenza in zajema tudi nekatere nižje ležeče dele z naravnimi lepotami. Nima površinskih voda, razen kratkih rek, saj gre za kraško območje. Park obsega tudi vse gore provinci Verona z izjemo Monte Balda.
Površina parka se razteza skupaj v 15 občinah, 13 v provinci Verona in 2 v Vicenzi. Te so: Sant'Anna d'Alfaedo, Erbezzo, Bosco Chiesanuova, Velo Veronese, Roverè Veronese, Selva di Progno, Grezzana, San Giovanni Ilarione, Roncà, Vestenanova, Dolcè, Fumane, Marano di Valpolicella, Altissimo, Crespadoro.

## Vrhovi
- Corno d'Aquilio (1545 m) je gora na kateri je znamenita jama Spluga della Preta, eno najglobljih brezen na svetu z več sto metrov vodnjakov, ki segajo do globine skoraj tisoč metrov;
- Monte Tomba (1765 m) je gora, ki ima ime po grofu Tombu.
- Cima Trappola (1850 m) je najvišji vrh gorovja Lessini. Nahaja se v najsevernejši točki planote in na vrhu poteka meja s provinco Trento. Vrh lahko dosežemo od smučarskega letovišča Saint George, ob Vallon del Malera, nato proti jugu vzdolž grebena, varianta je pot od koče Pertica. Po grebenu si lahko ogledamo ostanke strelskih jarkov iz prve svetovne vojne, na vrhu je še vedno mejnik, ki je zaznamoval meje ozemlja Avstro-ogrske.

Prelaz Passo delle Fittanze della Sega (1399 m) je gorski prelaz v gorovju Lessini na meji med pokrajinama Trento in Verona, ki povezuje Val Lagarina s področjem Erbezzo e Bosco Chiesanuova, od tam pa do Verone.

## Geologija
Pred okoli 50 milijoni let se je današnje območje Lessinie nahajalo na obrežju morja Tetida. V plitvem in toplem tropskem morju je živelo mnogo vrst rib, školjk, rakov, enoceličarjev in alg. V lagunskem delu tudi sladkovodni predstavniki, med njimi tudi krokodili. Obrežje je bilo poraslo z gozdovi palm in drugih tropskih rastlin. Zaradi premikanja tektonskih plošč (afriška se podriva pod evrazijsko) so nastale Alpe, območje Lessinie pa se je dvignilo na višino nad 800 m. V zgodnji kredi so se na tem območju pojavljali vulkani ter številni prelomi. V zgodnjem pliocenu je na območju nastala depresija in vulkanski pojavi ter usedanje morskih usedlin. Med karbonatne usedline se je mešal apnenčast mulj z organizmi, ki jih lahko danes občudujemo v okolici Bolce in Pesciare in na Monte Postale. Predvsem okolico Bolce je močno preoblikovala vulkanska dejavnost, zato tu najdemo bazalte z zelenimi kristali olivina. Najlepše bazaltne sklade najdemo v okolici kraja Illarione in na Monte Purga di Bolca. Nastali naj bi pred okoli 36 milijoni let.

## Zgodovina
Park je glede na lokacijo in močno prisotnost ljudi nenehno v središču polemike glede razumevanja. Nekateri, vključno upravljavci parka menijo, da ni Parka brez dela, tradicije in običajnih dejavnosti ljudi, ki živijo v njem in živijo v ravnovesju z naravo, drugi pa menijo, da bi moral biti režim v parku zelo strog in vzpostavljene jasne omejitve tudi za prebivalce.
V parku je poleg naravovarstvenih nalog v skladu z zakonom mogoče ugotoviti, da se premoženje zemljišč ohranja, da se ohranjajo fosili ter vzdržuje in celo obnavlja tradicija Cimbrov, tistih redkih prebivalcev, ki še vedno govorijo poseben nemški jezik, kot tudi tistih, ki so izgubili svoj jezik, vendar ohranjajo tradicijo. Prav tako je pomembna skrb za sistem sedmih specializiranih muzejev. Nekateri od njih imajo svetovne reference na svojem področju.
Za oceno raznolikosti so našteti nekateri nameni iz upravljavskega načrta parka:
- varstvo tal in podtalja, rastlinstvo, živalstvo, vode;
- varstvo, izboljšanje, vzdrževanje in obnova naravne, zgodovinske in arhitekturne dediščine, kot tudi nadzor nad spremembami;
- nega in varstvo posebnih antropoloških, paleontoloških, geomorfoloških, rastlinskih in živalskih ter arheoloških najdišč na območju;
- uporaba za znanstveno, kulturno in izobraževalno svrho;
- spodbujanje dejavnosti, odgovorne za vzdrževanje zaščitenih elementov v parku, tradicionalna gospodarska dejavnost, kot tudi sredstva in stvari, ki jasno izražajo turistični namen in prosti čas;
- socialni, kulturni in gospodarski razvoj ljudi, ki živijo in delujejo v parku;
- organizacija turističnih tokov;
- varstvo in izboljšanje etnične, zgodovinske, kulturne in jezikovne populacije "Cimbrijcev".

## Gospodarstvo
Dejavnosti občin v parku je veliko in so povezane s tradicijo. Gospodarstvo je osredotočeno predvsem na rejo in proizvodnjo mleka in mlečnih izdelkov, saj je planotast svet Lessinie idealen za pašništvo. Prisotnost človeka v teh krajih sega v spodnji paleolitik. Močna panoga je tudi pridobivanje in predelovanje apnencev, predvsem rdečega kamna Rosso Amonitico ter pridobivanje fosilov.

## Kultura in umetnost
Najbolj očitno umetniško izražanje je povezano z versko kulturo. Kamnite stele z bas reliefi svetih podob, zelo enostavne, stojijo širom po parku. Razpršene so po vsej Zgornji Lessinii. Prve so bile postavljene že okoli leta 1500.
Poleg svetih stel so tudi številne s freskami poslikane hiše, zlasti s svetimi podobami. Večinoma je naslikana Blažena Devica Marija v klasični ikonografiji, manj pogosto pa Kristus. Freske so redko podpisane. Nekaj pa jih je vendarle, slikarji so bili: Joshua Casella, Francesco Gugole, Benigno Peterlini, Pilloni in Celestino Dal Barco, ki sta delovala do konca leta 800. Poleg fresk ao na hišah pogosto niše ali kapiteli s svetniki, ki naj bi ščitili pred nevarnostmi. Zelo pogoste in značilne so sončne ure na pročeljih hiš.
Lessinia je bogata z objekti ljudske arhitekture po vaseh in zaselkih, kjer se vidi gradbena spretnost staroselcev. "Contrada" je tipični zaselek sestavljen iz enega ali več stanovanjskih objektov in gospodarskih poslopij, vedno ima vodnjak ali kal pa tudi majhen vrt. Arhitektura se razlikuje po posameznih območjih Lessinie. Hiše so pogosto grajene iz lokalnega kamna in tudi krite z velikimi kamnitimi ploščami. "Baito" je tipična zgradba namenjena predelavi mleka v sir.

## Turizem in šport
Gore Lessinie ponujajo številne možnosti za šport in rekreacijo. V zimskem času je v okolici Malga San Giorgio (lokacija Bosco Chiesanuova) smučišče z nekaj žičnicami. Malga San Giorgio je tudi izhodišče, skupaj s Passo delle Fittanze in Bocca di Selva, v center Fondo Alta Lessinia, tukaj so tekaške proge (50 km), ki se vijejo skozi najlepše kotičke tega gorskega območja  do višine od 1390 do 1755 m.
Poleti so v Lessinii pohodniki, v zadnjih letih pa se je močno povečala prisotnost gorskih kolesarjev. Makadamske ceste so vaba za ljubitelje kolesarjenja off-road. Na območjih okoli Ala Sega poteka vsako leto kolesarska dirka, ki privabi številne športnike in se dotakne najlepših krajev v vzhodnem delu Lessinie. Zahodni del je bil prizorišče številnih pomembnih dirk z gorskimi kolesi, kot je Lessinia Legend. Pomembna je tudi prisotnost ljubiteljskih kolesarjev, katerih cilj je Passo delle Fittanze, posebej težak vzpon, ki se začne na Sdruzzinà (Avio).
Zagotovo najatraktivnejša je 19 km dolga pešpot - transverzala Translessinia, ki preči planoto, tukaj pa poteka tudi del evropske pešpoti E5 ali Via Ferrata Carega.
V Lessinii se razvija turizem povezan z naravo in predvsem opazovanjem ptic, zahvaljujoč prisotnosti številnih alpskih vrst. Nedavno je bilo videti pozimi v Italiji redkega in maloštevilnega snežnega strnada, kar je privabilo številne fotografe in opazovalce ptic. Točka, kjer se zadržujejo te arktične ptice je Bocca di Selva.
V Lessinii so v letih  2006-2012 opazili 170 vrst ptic, od najbolj pogostih, kot so različni ščinkavci in najbolj pogoste v alpskem okolju kot so divji petelin, ruševec, planinski orel, žolna in bolj nenavadne kot so črna štorklja, kormorani, sive čaplje in druge.
Lessinia je značilna po bogastvu lokalnih proizvodov in kulinarike ter vina, kot so "gnochi de Malga", gobe, kostanj, sir Monte Veronese, suhomesnate specialitet in znana vina kot so Valpolicella, Amarone, Recioto, Soave, Valdadige -Terra dei Forti in Lessini Durello.

### Planinske koče in zavetišča
Planinska koča "Boschetto" 1151 m, Boschetto (Selva di Progno)
Planinska koča "Fraccaroli" 2230 m, Cima Fraccaroli (skupina Carega)
Planinska koča "Pertica" m 1.530, Passo Pertica
Planinska koča "Revolto" m 1.336, Valle di Revolto
Planinska koča "Scalorbi" m 1.767, Passo Pelegatta
Planinska koča "Podestaria" m 1.680, kraj Podestaria
Planinska koča "Primaneve" m 1.766, Monte Tomba
Zavetišče Lavachione
Zavetišče Lessinia
Planinska koča Malga Malera
Planinska koča Bocca di Selva
Zavetišče Castelberto
Zavetišče San Giorgio

### Znak parka
Od 20. marca 2006 je v uporabi znak Regionalnega Naravnega parka Lessinia, ki ga za označevanje dovolijo uporabljati strankam in združenjem, ki si prizadevajo za promocijo, zaščito ali krepitev parka. Trenutno uporabljajo znak Monte Veronese različni gorski siri in drugi proizvodi, pridobljeni iz mleka, kot so maslo, jogurt, goveje meso, klobase in različne druge vrste mesa in piščančja jajca, vse kar je rezultat tradicije v gospodarstvu Lessinie. Tudi alternativne poljščine, ki predstavljajo nove možnosti za gospodarstvo gorskega območja, kot so jagode, maline, robide in ribez in iz njih narejene  marmelade že imajo tak znak. V zgornjem delu doline Valle del Chiampo sta tradicionalna potočna postrv in losos, kar je značilnost hudournih voda. Pomembne blagovne znamke so tudi med in zelišča ter zdravilne rastline, ki rastejo v naravi.

### Muzeji
Muzeje lahko razdelimo v naslednje skupine:
Etnografija in antropologija: zbiranje, ohranjanje, dokumentiranje in materialni dokaz o kulturi, običajih in tradiciji Lessinie:
- Crespadoro - etnografski muzej
- Gaji Mill v Vestenanovi
- "Museo dei Trombini" - San Bartolomeo delle Montagne
- Muzej kovanega železa in starodavnih poklicev v Cogollo di Tregnago
- Kulturni center Cimbrov - Giazza
- Ergološki muzej "La Giassara" - Cerro Veronese
- Mestni etnografski muzej "La Lessinia: l'Uomo e l'ambiente" - Bosco Chiesanuova, z deli Baito della Coletta in Giassara del Grietz
- Mlin Bellori - Lugo di Grezzana.

Geologija in paleontologija: ohranjanje fosilnega materiala in promocija znanja o paleontoloških nahajališčih Lessinie z vidika okoljskega izobraževanja:
- Ronca - paleontološki muzej
- Fosili Bolce - muzej, z delom v kamnolomih Pesciara
- Geopaleontološki muzej - Camposilvano in udornica Covolo ter dolina "sfing"
- Paleontološki oddelek v muzeju Sant'Anna d'Alfaedo
- Jama Monte Capriolo - Rovere Veronese.

Prazgodovina in arheologija: ohranjanje, dokumentiranje ter gradivo v zvezi z zgodovino in arheologijo Lessinie:
- Prazgodovina - oddelek v muzeju Sant'Anna d'Alfaedo
- jama Fumane.

Flora in favna: promocija študije, dokumentacija lokalne flore in favne:
- Botanični muzej Molina z bližnjimi slapovi
- Divja flora v območju Malga Derocon v Erbezzu.

## Dostopnost
V park vodijo številne ceste v vsako od dolin Lessinie. Dostop do zgornjega dela parka so obstoječi prelazi Passo della Liana da Sant'Anna d'Alfaedo, ki se vije med Corno d'Aquilio in Corno Mozzo, glavna cesta od Erbezza na prelaz Passo delle Fittanze in cesta, ki poteka po Velo Camposilvano in se konča na Conca dei Parpari. Tudi druge ceste dosežejo meje parka, vendar vse ne omogočajo prehoda za motorna vozila, še posebej v zimskem času.

## Zanimivosti

### Muzej fosilov Monte Bolca in Pesciara
V naselju Bolca (nmv 877 m), ki leži ob potoku Alpone (pritok Adiže) muzej fosilov, ki ga je ustanovila Gorska skupnost Lessinie, ki tudi upravlja deželni naravni park. Zamisel zanj je dal paleontolog Lorenzo Sarbini. V muzeju so prikazane geološke in geomorfološke oblike območja in opisana nahajališča, procesi fosilizacije in podobno. Razstavljeni so primerki rib, rakov, meduz, žuželk in rastlin, ki so jih našli v bližnjih nahajališčih Pesciara in Monte Postale.
Pesciara je okoli 19 m debela skladovnica plastovitih apnencev v katerih so kot fosili predvsem ribe in rastline. Apnenci z ribami so v zelo tankih plasteh, v debelejših plasteh pa so fosili nevretenčarjev, to je školjk in polžev.
V Monte Purga di Bolca so vulkanske kamnine pa tudi glinenci in lignit s sladkovodnimi školjkami. Lignit so tukaj pridobivali še po drugi svetovni vojni. Med fosili so našli palme (Latanites, Phoenicites,...), želve in celo krokodila (Crocodilus vicentinus), ki ga je našel Massimiliano Cerato. Očitno je bilo tukaj v preteklosti pred okoli 40 milijoni let, brakično okolje.
Kraj Bolca ima burno zgodovino, saj so se gospodarji pogosto menjavali. Tu so bili: Rimljani, Guelfi, Scaligeri, Visconti, Republica di Venezia, grofje iz San Bonifacio, škofje iz Verone, Napoleon in Habsburžani.

### Bazaltni stebri v kraju San Giovanni Ilarione
Na levem pobočju Valle d'Alpone v kraju San Giovanni Ilarione je skalnata stena videti kot ogromen panj. To je bazaltna struktura kolumnarnin, ki je posledica oligocenskega vulkanizma. Hlajenje in krčenje lave, ki je tekla okoli in znotraj kraterjev je oblikovala prizmatične oblike s šesterokotno osnovo, ki tvorijo stolpe enega poleg drugega. V srednjem eocenu, pred 45 milijoni let, se je v San Giovanni Ilarione oblikoval koralni greben. Tukaj najdemo deset vrst školjk imenovanih "hilarionis". Izraz zanje se uveljavil pri paleontologih po vsem svetu.
Za to območje je sicer značilno vinogradništvo in sadjarstvo. Leži na nadmorski višini od 194 metrov in ima približno 5000 prebivalcev.

### Geopaleontološki muzej, Covolo di Camposilvano in dolina "sfing"
Covolo di Camposilvano je največja kraška jama oziroma udornica v Beneških Predalpah. Nahaja se v občini Velo Veronese, okoli 100 metrov od muzeja v Campolsilvanu na nmv 1220 m. Jama je verjetno nastala v pliocenu pred okoli 2 milijonoma let. Covolo predstavlja lep primer kraškega pojava kako se razvijejo podorni procesi na tektonskem stiku kamninskih enot z različnimi hidrološkimi lastnostmi. Brezno je okoli 80 m globoko, v njem lahko opazimo propad jamskega stropa ter preostali del votline. Tukaj so vidne najpomembnejše skalne formacije gorovja Lessinia: Dolomia, Calcare Grigio (sivi apnenec), Calcare Oolitico (oolitski apnenec - predvsem Oolite di San Vigilio), Rosso Amonitico (amonitski rdeči apnenec), Biancone, Scaglia Rossa (rdeči luskasti apnenec), vulkanske kamnine iz kenozoika in numulitni apnenec. Drug pomemben vidik so vremenski pojavi. Poleti dež in včasih snežne padavine povzročajo toplotne inverzije pod obokom votline, v zimskem času led pokriva tla do konca poletja, kar so do pred stoletjem domačini uporabljali kot naravni hladilnik.
V geopaleontološkem muzeju je na ogled zbirka fosilov, katere začetnik je bil zbiratelj Attilio Benedetti. Tu so fosili iz okolice kot tudi iz tujine.
Dolina "sfing" je okoli 800 m dolga in posejana s številnimi monoliti iz plastovitega apnenca, ki jih je preoblikovala erozija v najrazličnejše oblike, predvsem gobaste. Nastali so, ker se spodnje plasti apnenca Oolite di San Virgilio hitreje raztaplja kot zgornji Rosso Amonitico, ki je vodoravno plastovit. Med temi monoliti rastejo zanimive rastline, tudi endemiti, živijo pa tudi svizci.

### Giazza - muzej Cimbrov
Cimbri so ljudstvo, ki se je leta 1187 priselilo iz Bavarske in jim je veronska gospoda ter škof dodelil v obdelavo zemljo. Delali so predvsem kot gozdarji, kasneje pa so pridobili tudi administrativne in cerkvene privilegije. Jezik, ki ga še danes govorijo in negujejo je neka vrsta stare nemščine. Glavno središče z manjšim etnološkim muzejem je v naselju Giazza, sicer pa naseljujejo 13 gorskih občin na območju Lessinie. V muzeju je prikazan kult svetnikov, imena krajev, družin, kmetijstvo, lov, proizvodnja apna, ledu , pridobivanje premoga in podobno iz življenja Cimbrov.

### Muzej "trombinov"
V kraju San Bartolo delle Montagne se nahaja muzej "trombinov". To je posebna vrsta strelnega orožja in je značilnost področja Lessinie, najde pa se tudi v Nemčiji. Orožje je bilo v uporabi že v 17. stoletju, danes pa le ob različnih praznovanjih. Muzej ima dve sobi: v eni je slikovno gradivo o starodavnih lokalnih strelcih in streljanju, v drugi pa se vidi kako in iz kakšnega materiala je izdelano to orožje. Starodavni "trombini" so lepo izrezljani in okrašeni, težki do 70 kg in se polnijo od spredaj s smodnikom. Na dan sv. Jerneja na trgu Piazza Vittorio Veneto v San Bortolo v Selva di Progno, društvo ljubiteljev trombinov, priredi streljanje in druge starodavne običaje z namenom, da se ubranijo pred zlom in drugimi negativnostmi.

### Slapovi Molina
Molina je srednjeveško mesto s starimi kamnitimi hišami, kjer se čas staplja z naravo in okoljem, kjer je človek živel in še vedno živi v sožitju z naravo in je še vedno živa tradicija mlinarstva. Rastlinstvo je zaščiteno do te mere, da je tukaj urejen botanični vrt: tukaj rastejo čudovite orhideje, ki so edinstven uvod v sotesko Molina s slapovi. Soteska je zaraščena z gostim rastlinjem in izmenično z golimi skalnatimi stenami vrtoglavih višin, tukaj so velike jame in čudoviti slapovi. V tem delu parka je več poti glede na to, kaj želimo spoznati:
- pot lesa,
- zgodovinska pot na poti v Mills,
- arheološka pot.

- Udornica Covolo di Composilvano
- Dolina "sfing"
- Primeri orožja iz muzeja "Trombinov"
- Bazaltna stena v San Giovanni Ilarione

## Favna in flora

### Živalstvo
Med vrstami, ki jih najdemo v parku zaslužijo posebno pozornost:
| - Gams (Rupicapra rupicapra) - Srna (Capreolus capreolus) - Jelen (Cervus elaphus) - Poljski zajec (Lepus europaeus) - Alpski svizec (Marmota marmota) - Navadna lisica (Vulpes vulpes) - Planinski orel (Aquila chrysaetos) - Velika uharica (Bubo bubo) - Lesna sova (Strix aluco) | - Koconogi čuk (Aegolius funereus) - Mali skovik (Glaucidium passerinum) - Črna žolna (Dryocopus martius) - Veliki petelin (Tetrao urogallus) - Ruševec (Tetrao tetrix) - Gozdni jereb (Tetrastes bonasia) - Kotorna (Alectoris graeca saxatilis) - Snežni strnad (Plectrophenax nivalis) |

### Rastlinstvo
Značilne vrste cvetja in gob v parku so:
| - Rekoarski jeglič (Primula recubariensis) - endemit - Primula x vallarsae - endemit - Navadna ciklama (Cyclamen purpurascens Mill.) - Mali zvonček (Galanthus nivalis L.) - Trobentica (Primula acaulis L.) - Pomladanski jeglič (Primula veris L.) - Viola reichenbachiana Bureau - Osjeliko mačje uho (Ophrys sphecodes Mill.) - Gomoljasta zlatica (Ranunculus bulbosus L.) - Tržaški svišč (Gentiana verna L.) - Beli žafran-nunka (Crocus albiflorus Kit.) - Navadna zajčja deteljica (Oxalis acetosella L.) - Kochov svišč (Gentiana acaulis L.) - Šmarnica (Convallaria majalis L.) - Lilija (Lilium bulbiferum L.) - Lepi čeveljc (Cypripedium calceolus L.) - Volčja jagoda (Paris quadrifolia) | - Čebeljeliko mačje uho (Fophriys apifera Huds.) - Navadna pogačica (Trollius europaeus L.) - Orlica (Aquilegia atrata W. D. J. Koch ) - Turška lilija (Lilium martagon L.) - Spominčica (Myosotis alpestris F. W. Schmidt) - Arnika (Arnica montana L.) - Šopasti repuš (Physoplexis comosa Schur) - Planika (Leontopodium alpinum Cass.) - Navadni pasji zob (Erythronium dens-canis L.) - Potonika (Paeonia officinalis L.) - Alpski volčin (Daphne alpina) - Gorski kosmatinec (Pulsatilla montana Rchb.) - Bezgova prstasta kukavica (Dactylorhiza sambucina Soó) - Bursejev kamnokreč (Saxifraga burseriana) |

### Gobe
| - Koničasti smrček (Morchella conica) - Zelena mušnica (Amanita phalloides) - Rdeča mušnica (Amanita muscaria) - Poljska koprenka (Cortinarius orellanus) - Orjaški dežnik (Macrolepiota procera) - Karbolni kukmak (Agaricus xanthodermus) - Užitna sirovka (Lactarius deliciosus) - Velika vlažnica (Hygrocybe punicea) - Vijoličasta kolesnica (Lepista nuda) - Prstena kolobarnica (Tricholoma terreum) | - Prava štorovka, mraznica (Armillaria mellea) - Senožetna plešivka (Calvatia utriformis) - Rjavkasta livka (Clitocybe gibba) - Gabrov ded (Leccinum griseum) - Jesenski goban (Boletus edulis) - Betičasta prašnica (Lycoperdon perlatum) - Dišeča sehlica (Marasmius oreades) - Pozna livka (Clitocybe geotropa) - Maškov kukmak (Agaricus maskae) - Navadna lisička (Cantharellus cibarius) - Smrdljivi mavrahovec (Phallus impudicus) |